# R. c. S. (R.D.)
Pour les articles homonymes, voir RCS.
Jugement complet
texte intégral sur csc.lexum.org
R. c. S. (R.D.) est une décision de la Cour suprême du Canada concernant l'impartialité des juges des tribunaux de première instance. La Cour a statué que l'expression de certaines paroles lors du prononcé du juge ne mènent pas automatiquement à un soupçon de partialité lorsque ces paroles sont dites dans leur contexte.
Dans cette affaire, un juge du tribunal pour adolescent avait, lors de l'acquittement de l'accusé, exprimé des paroles pouvant laisser croire qu'il avait un préjugé défavorable concernant la version de l'agent de police.